# Intel·ligència artificial en el camp de la salut

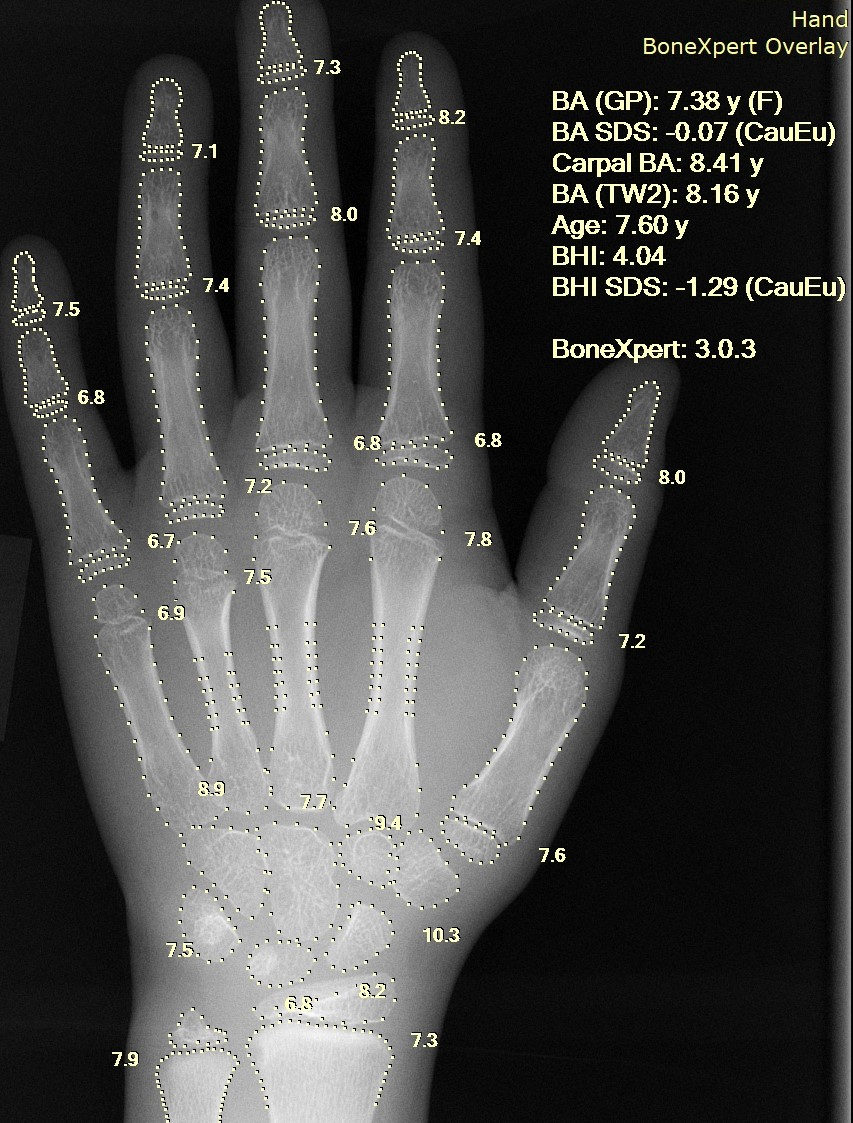
Radiografia d'una mà amb càlcul automàtic de l'edat òssia mitjançant un programa informàtic basat en intel·ligència artificial.

La intel·ligència artificial (IA) aplicada al camp de la salut es basa a emprar algoritmes i tècniques de programari per a pronosticar la cognició humana a través de l'anàlisi de conjunts de dades mèdiques. En concret, la intel·ligència artificial és l'habilitat que transfereix a algorismes computacionals de la capacitat d'obtenir conclusions sense la intervenció directa del raonament humà.
El que distingeix a la tecnologia basada en la intel·ligència artificial de les tecnologies convencionals empleades en el camp de la salut, és l'habilitat d'aconseguir informació, processar-la i proporcionar a l'usuari final un diagnòstic ben definit. La intel·ligència artificial aconsegueix aquest objectiu per mitjà d'algorismes d'aprenentatge automàtic, que són capaços de reconèixer patrons de comportament i extreure la seva pròpia lògica. Per a reduir el marge d'error, els algoritmes basats en intel·ligència artificial necessiten sotmetre's a contínues avaluacions. Els algoritmes basats en intel·ligència artificial es comporten de manera diferent als éssers humans en relació amb els dos factors següents: (1) els algoritmes són literals: quan s'estableix un objectiu, l'algorisme no pot autoajustar-se i únicament comprendrà allò que se li ha ordenat de manera explícita, i (2) els algoritmes són caixes negres; poden predir de forma excessivament precisa, però no justificar el perquè de la seva predicció.
El principal objectiu de les tècniques d'intel·ligència artificial aplicades en el camp de la salut, és analitzar les correspondències entre mètodes de prevenció o tractament i els seus resultats en pacients. Avui dia, s'han creat i posat en pràctica programes basats en intel·ligència artificial en pràctiques com a processos de diagnòstic, creació de protocols de tractament, creació de fàrmacs, medicina personalitzada i monitoratge i cura del pacient. Institucions clíniques com The Maig Clinic, Memorial Sloan Kettering Cancer Center, Massachusetts General Hospital i el National Health Service, han creat algorismes basats en intel·ligència artificial per als seus departaments. Grans companyies tecnològiques com IBM i Google, i empreses emergents com Welltok i Ayasdi, també han creat sistemes recolzats en intel·ligència artificial adreçats al camp de la salut. A més, les actuals tecnologies han afectat al plantejament de consideracions ètiques en qüestions com la intimitat, oportunitats perdudes en el mercat laboral, i desigualtats en la representació.

## Història
Recerques entre les dècades de 1960 i 1970 van tenir com a resultat la implantació del primer sistema expert, conegut com a Dendral. Malgrat estar dissenyat per a aplicacions en química orgànica, va acomodar la base per al successor sistema MYCIN, reconegut com un dels primers usos de la intel·ligència artificial en medicina. Tot i això, ni MYCIN ni altres sistemes com INTERNIST-1 o CASNET van aconseguir establir-se un ús rutinari d'ells.
Entre les dècades de 1980 i 1990, va produir-se la proliferació dels microordinadors i nous graus de connectivitat a la xarxa. En aquells anys de progrés, creadors i investigadors tenir en consideració com els sistemes assentats en intel·ligència artificial aplicats en el camp de la medicina havien de ser dissenyats per a acomodar-se a l'absència de conjunts de dades perfectes. Mètodes fonamentats en la teoria de conjunts borrosos, xarxes Bayesianes i xarxes neuronals han estat invertides a sistemes intel·ligents en el camp de la salut.
L'evolució en el camp de la medicina i la tecnologia obtingut al llarg d'aquesta meitat de segle, que han beneficiat l'augment de les aplicacions d'intel·ligència artificial aplicades en el camp de la salut, inclouen:
- Avanços en l'energia de còmput, donant lloc a una major rapidesa en la recol·lecció i el processament de dades[4]
- Augment del volum i disponibilitat de dades mèdiques per al personal i dispositius mèdics[5]
- El creixement de les bases de dades de seqüenciació genòmica[6]
- Implementació generalitzada de sistemes d'expedients sanitaris electrònics[7]
- Avanços en el processament del llenguatge natural i visió computacional, permetent a les màquines replicar processos de percepció humans[8][9]
- Millores en la precisió en les cirurgies dutes a terme per robots[10]

## Recerca actual
Múltiples disciplines dins el camp de la medicina han posat en manifest un creixement en les recerques relacionades amb la intel·ligència artificial. No obstant això, l'especialitat que més atenció ha cobrat és el camp de la Radiologia.

### Recerques actuals a Espanya
La pandèmia mundial provocada pel Covid-19 (SARS-CoV-2), ha estat un motor d'impuls a l'ús d'eines i sistemes basats en intel·ligència artificial per a comprendre i obtenir conclusions en un menor temps sobre la malaltia.
Algunes de les investigacions i aplicacions implementades dins l'estat Espanyol són:
- Metodologia combinada per a la detecció del virus, mitjançant l'estudi de mostres nasofaríngies amb la tècnica MALDI-TOF-MS i el seu posterior processament, amb un model d'intel·ligència artificial basat en Màquines de Vectors de Suport (SVM). Aquesta tècnica permet, en comparació amb la prova de diagnòstic actual més generalitzada (RT-PCR), reduir a menys de 2 h. El temps des que es pren la mostra fins a l'obtenció de resultats amb una precisió del 96%. A més la seva aplicació reduiria els costos de la prova en un 75%.[11]
- Algorisme d'aprenentatge federat implantat pels Hospitals 12 d'Octubre, Ramón y Cajal (Madrid) i Sant Pau (Barcelona) que analitza imatges radiològiques de tòraxs, ajudant a agilitar la detecció de la malaltia (com a prova complementària) aportant un diagnòstic més precís.[12][13][14]
- CNN (Xarxa Neural Convolucional) desenvolupada per la Universitat de Barcelona que identifica i segmenta les lesions pulmonars provocades pel virus, automatitzant els processos d'identificació i segmentació de la gravetat del subjecte mitjançant l'anàlisi de TC (Tomografia computada).[15][16]
- Calculadora de lliure accés desenvolupada per investigadors de IRYCIS (Institut Ramón y Cajal de Recerca Sanitària) basada en PRIORITY, un model de regressió logística que prediu, en una fase de detecció inicial de la malaltia, als pacients amb pronòstic crític. L'eina està orientada als centres mèdics amb baixos recursos o absència de proves radiològiques, ja que està basat en variables d'exploració clínica i historial mèdic.[17][18]
- TUCUVI és un assistent virtual conversacional basat en PLN (Processament de Llenguatge Natural) desenvolupat per Tucuvi Care (Empresa emergent guardonada amb els premis: “Premis Emprenedor XXI”,”Fenin” en 2021). Aquests són algun dels projectes implementats amb organitzacions sanitàries: acord de col·laboració amb IRYCIS (Institut Ramón y Cajal de Recerca Sanitària) i el Servei de Medicina Interna de l'Hospital Ramón y Cajal, per al seguiment de pacients amb IC (Insuficiències Cardíaques). Hospital La Princesa on realitzen seguiment domiciliari als pacients ingressats per Covid i que han estat donats d'alta hospitalària o l'Hospital Universitari de Torrejón d'Ardoz on a més de pacients amb Covid realitzen seguiment a pacients amb EPOC (Malaltia Pulmonar Obstructiva Crònica).[19][20]

### Radiologia
L'habilitat per a interpretar resultats en imatges pot proporcionar ajuda als clínics en la detecció de canvis en imatges, o detalls que ells mateixos han pogut passar per alt. La incorporació de la intel·ligència artificial en el camp de la radiologia ha estat evidenciat per un estudi de la Universitat Stanford, mostrant l'habilitat de la tecnologia de detectar la pneumònia de manera més encertada que la majoria de radiòlegs. La Societat Radiològica de Nord Amèrica ha decidit emprar tècniques d'intel·ligència artificial en la major part dels seus horaris. En la centèsima quarta Assemblea Científica i Reunió Anual organitzada per RSNA al novembre de 2018, es van mostrar noves eines d'imatge basades en intel·ligència artificial. Entre les esmentades eines, es trobava el detector de pit de Samsung, que es tracta d'un instrument radiològic d'ultrasons que estandarditza la manera de classificar i informar sobre les patologies en el pit. L'exponencial ús de les tecnologies basades en intel·ligència artificial en el camp de la radiologia es reconegut com una amenaça per alguns especialistes, ja que aquesta mena de tecnològiques estan preparades per dur a terme certes tasques de manera més encertada que els especialistes humans, generant un possible canvi de paradigma en el rol que desenvolupen avui dia els radiòlegs.

### Salut monitorada
El punt àlgid de la telemedicina ha mostrat l'increment de possibles aplicacions de la IA en aquest camp. L'habilitat per a monitorar a pacients a través de tecnologies que funcionen amb d'intel·ligència artificial pot afavorir notablement la transmissió d'informació a professionals si es detecta activitat relacionada amb alguna possible malaltia. L'explotació d'un dispositiu que un pacient pot portar a sobre en tot moment, pot afavorir un monitoratge constant del pacient i l'habilitat de detectar canvis menys detectables per als humans.

### Indústria
La unió de grans companyies dedicades al camp de la salut amb altres companyies dedicades al camp de la salut, han fomentat l'accessibilitat a una quantitat superior de dades mèdiques. Fet que pot resultar en un augment en la implantació d'algoritmes recolzats en la intel·ligència artificial.
Les indústries consagrades al camp de la salut, tenen en el centre de les seves recerques i destinació de recursos la implementació basada en tècniques de IA en els sistemes de suport de decisió clínica. Amb el creixement en la quantitat de dades disponibles, les decisions preses pels sistemes basats en IA són més eficients. Un gran nombre de companyies estan explorant les possibilitats d'incorporar el big data en la indústria dedicada al camp de la salut.
Les posteriors grans companyies són exemples de la contribució a la creació d'algoritmes de IA per a la seva implementació en el camp de la salut:

#### IBM
L'oncologia de Watson d'IBM es troba sota desenvolupament en el Memorial Sloan Kettering Cancer Center i la Clínica Cleveland. IBM addicionalment col·labora amb CVS Salut en futures aplicacions d'intel·ligència artificial en el tractament de malalties cròniques i amb Johnson & Johnson damunt anàlisi de papers científics per a descobrir nexes de connexió innovadors per al desenvolupament de fàrmacs.

#### Microsoft
El projecte Hannover de Microsoft, en col·laboració amb l'Institut Knight Cancer de la Universitat Health & Science d'Oregon, avalua estudis mèdics amb l'objectiu de predir les opcions de tractament per al càncer més efectives pel pacient. Altres projectes similars inclouen: l'anàlisi de la imatge mèdica de la progressió de tumors i el desenvolupament de cèl·lules programables.

#### Google
El Servei Nacional de Salut de Regne Unit està fent ús de la plataforma DeepMind de Google per a localitzar determinades amenaces per la salut examinant les dades obtingudes per mitjà d'aplicacions mòbils. Un segon projecte amb la NHS implica l'anàlisi d'imatges mèdiques recollides de pacients de la NHS per la creació d'algoritmes basats en la visió computacional per detectar els teixits cancerígens.

#### Intel
Recentment, Intel Capital ha destinat recursos en l'empresa emergent Lumiata, que utilitza la intel·ligència artificial per a reconèixer pacients en risc i crear tractaments.

## Ètica
Recentment, la Comissió Europea a través d'un grup d'experts va redactar un document guia sobre la confiança en la IA i l'aprenentatge automàtic com a base necessària per a aconseguir una IA ètica i així obtenir l'acceptació social per a la seva inclusió en el nostre estil de vida i valors actuals. En aquest informe ens parla entre altres característiques de la transparència com un aspecte adequat en qualsevol sistema de IA. També en el Reglament General de Protecció de Dades RGPD s'estableix el ‘dret a explicació’ com la possibilitat que un usuari pugui preguntar sobre decisions que els algorismes facin sobre ell. Això és d'especial interès en àmbits com el metge pel potencial de la IA com a ajuda en moltes de les seves tasques sent la transparència i l'explicació de cada decisió necessària per a generar confiança per part dels metges. Per a això és necessari aconseguir que es dipositi major confiança en els models ML emprats i més tenint en compte que en la pràctica es tendeix a sobreestimar la precisió d'aquests models. Existeixen diversos mètodes que han estat formulats per a generar confiança en els models ML. Això poden ser inherents al mateix model (denominats com a models interpretables) com els Generalized Additive Models (GAM), un conjunt de regles "if-then" ordenades basades en probabilitats estimades o els basats en guany d'informació (entropia) com pot ser en Random Forest; o poden ser genèrics aplicables a qualsevol mètode ML com a Local Interpretable Model-agnostic Explanations LLIMI i Shapley Additive exPlanations SHAP.
Així mateix, també s'han formulat models conceptuals estandarditzats per a impulsar el disseny ètic de sistemes d'aprenentatge automàtic i intel·ligència artificial amb l'objectiu d'augmentar la transparència i la confiança.